# Český rozhlas
Český rozhlas (en español: «Radio checa») es la empresa de radio pública de la República Checa. Fundada el 18 de mayo de 1923, fue uno de los primeros servicios radiofónicos creados en Europa. En la actualidad gestiona nueve cadenas de radio (en analógico y digital), una red de 13 emisoras regionales y el servicio internacional Radio Praga. 
La radio pública es una empresa independiente de la televisión pública (Česká televize). Ambas son miembros de la Unión Europea de Radiodifusión desde 1993. 

## Historia

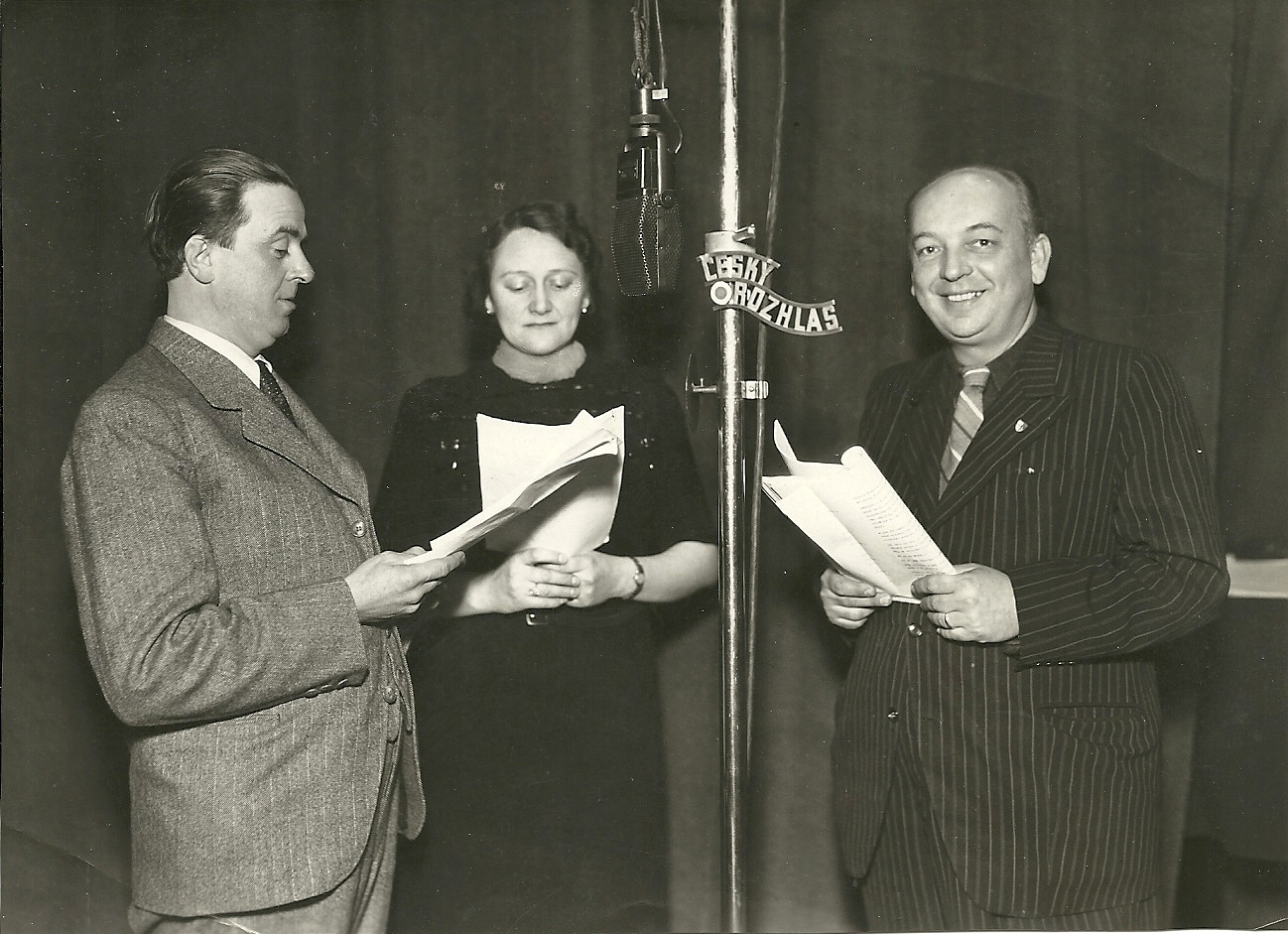
Locutores de Český rozhlas en la década de 1940.

La actual Český rozhlas comenzó sus emisiones en pruebas con el identificativo Radiojournal el 18 de mayo de 1923 desde Praga, siendo una de las primeras radios en Europa. Desde 1927 su sede se encuentra en Vinohradech, en pleno centro de la capital. La historia del servicio está ligada a la formación de Checoslovaquia, por lo que narró algunos de los acontecimientos más importantes de su historia como la insurrección de Praga (1945), por la que las tropas nazis asediaron el edificio de la radio, y el golpe de Estado de febrero de 1948.
La señal de la radio checa, integrada en la empresa Československý rozhlas, se amplió en 1945 al resto de ciudades de Chequia como Pilsen, České Budějovice, Hradec Králové y Ústí nad Labem. Durante el periodo que Checoslovaquia fue socialista toda la información estuvo controlada por el Partido Comunista de Checoslovaquia. Igual que otros miembros de la sociedad civil checa, Český rozhlas jugó un importante papel para difundir la Primavera de Praga (1968) hasta que su sede fue tomada por las tropas del Pacto de Varsovia.
En los años 1980 se construyó el rascacielos City Tower para albergar la radio. Sin embargo, cuando las obras terminaron en 1996, la empresa tuvo que venderlo porque era demasiado grande.
Después de la revolución de Terciopelo que propició la llegada de la democracia y la disolución de Checoslovaquia, Český rozhlas se convirtió en 1991 en una organización con independencia editorial y en el único servicio público de radio de la República Checa. En 1993 fue aceptada en el seno de la Unión Europea de Radiodifusión.
Para celebrar su 90.º aniversario en 2013, Český rozhlas organizó un maratón radiofónico de 48 horas desde la Plaza de Wenceslao.

## Organización
Český rozhlas es una empresa pública estatal con sede en Praga (República Checa) y delegaciones en todo el país. Además de la actividad artística y radiofónica, se encargan de activos como la Orquesta Sinfónica de la Radio de Praga, la Big Band de la Radio Checa y de dosagrupaciones musicales infantiles representativas de Chequia, así como una Fundación Radiofónica para obras de caridad, la organización de conciertos y concertinos y un departamento de innovación.
El mayor órgano directivo es el Consejo de la Radio Checa, que se encarga de asegurar el cumplimiento del servicio público y los estatutos del grupo. Los consejeros eligen al director general, que ejerce por un mandato de seis años. Por otro lado, los consejeros son elegidos por la cámara de diputados del parlamento checo para un mandato de seis años, y un tercio del Consejo debe renovarse cada dos años con posibilidad de reelección. Las distintas organizaciones sociales pueden proponer al parlamento sus candidatos ideales. Existe una ley de incompatibilidades políticas y económicas para garantizar una mayor independencia del cargo.
La empresa se financia con un impuesto directo para las empresas checas de radiodifusión pública. La radio checa no puede emitir publicidad. Existe una Comisión de Vigilancia para asuntos relacionados con la inspección de la gestión financiera del grupo.
La radio checa y la televisión checa (Česká televize) funcionan por separado y no pertenecen a la misma organización.

## Servicios

### Nacional

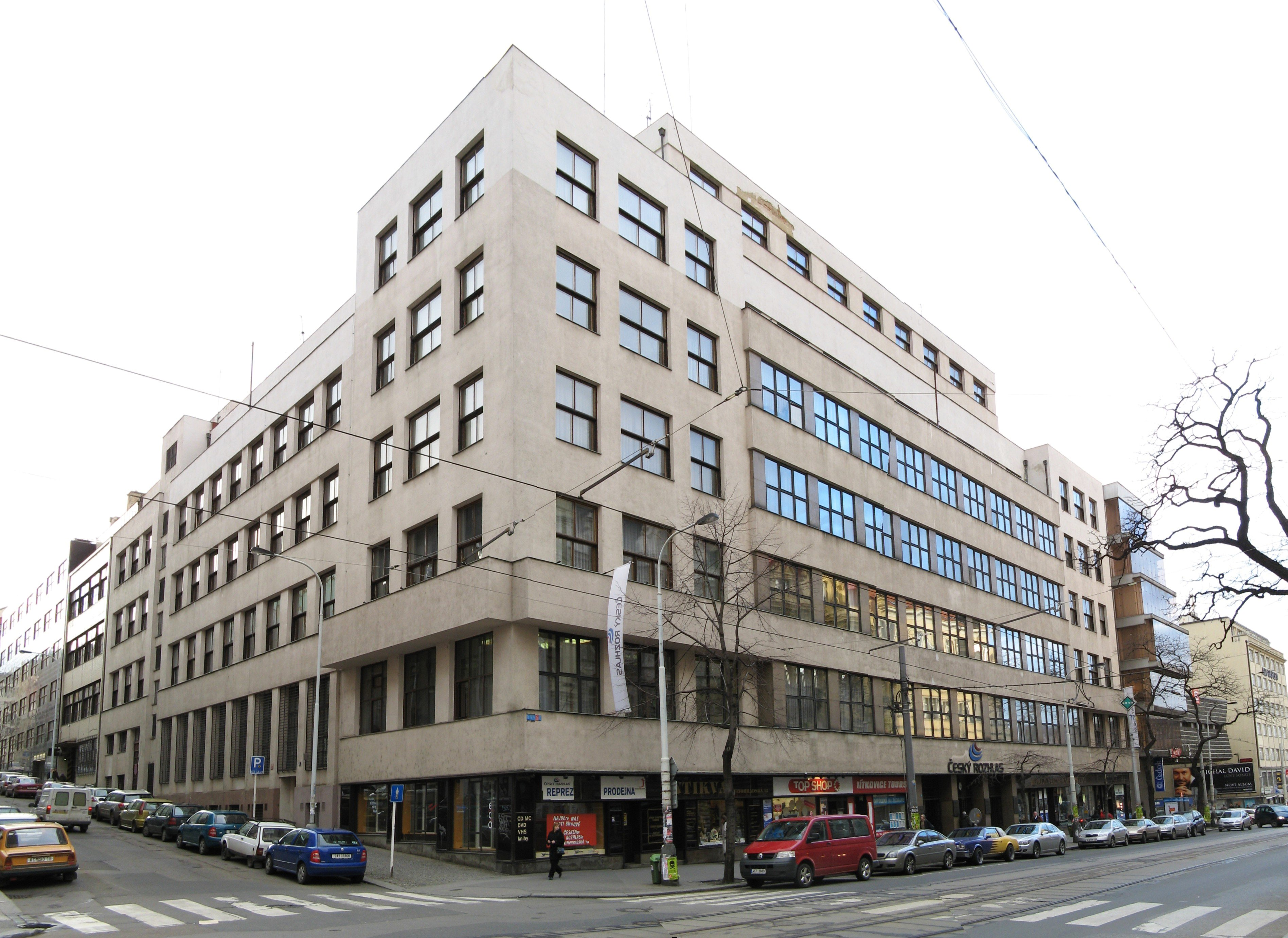
Sede de la radio checa en Vinohrady, Praga.

Český rozhlas posee 12 emisoras nacionales y 14 regionales. Todas las emisoras de ČRo transmiten por internet, digitalmente mediante DAB+ y DVB, y por FM:
| Logo | Emisora                   | Programación |
| ---- | ------------------------- | --- |
|      | ČRo Radiožurnál           | Emisora generalista con boletines informativos, deportes, noticias y actualizaciones de tráfico.                                            |
|      | ČRo Dvojka                | Programas de entretenimiento, divulgación y servicio público.                                                                               |
|      | ČRo Vltava                | Cadena cultural. |
|      | ČRo Plus                  | Servicio complementario con programas de actualidad, cultura y divulgación.                                                                 |
|      | ČRo Radiožurnál Sport     | Especializada en deportes. |
|      | ČRo Radio Wave            | Emisora juvenil y musical. |
|      | ČRo D-dur                 | Especializada en música clásica. |
|      | ČRo Jazz                  | Especializada en música jazz y géneros alternativos.                                                                                        |
|      | ČRo Pohoda                | Dirigido a la generación mayor. |
|      | ČRo Rádio Junior          | Dirigido al público infantil. |
|      | Radio Praga Internacional | Radio internacional. Emite en checo, inglés, español, alemán, francés y ruso. Puede sintonizarse a través de radio por satélite e internet. |
|      | iROZHLAS                  | Emite en Internet. |

### Regional

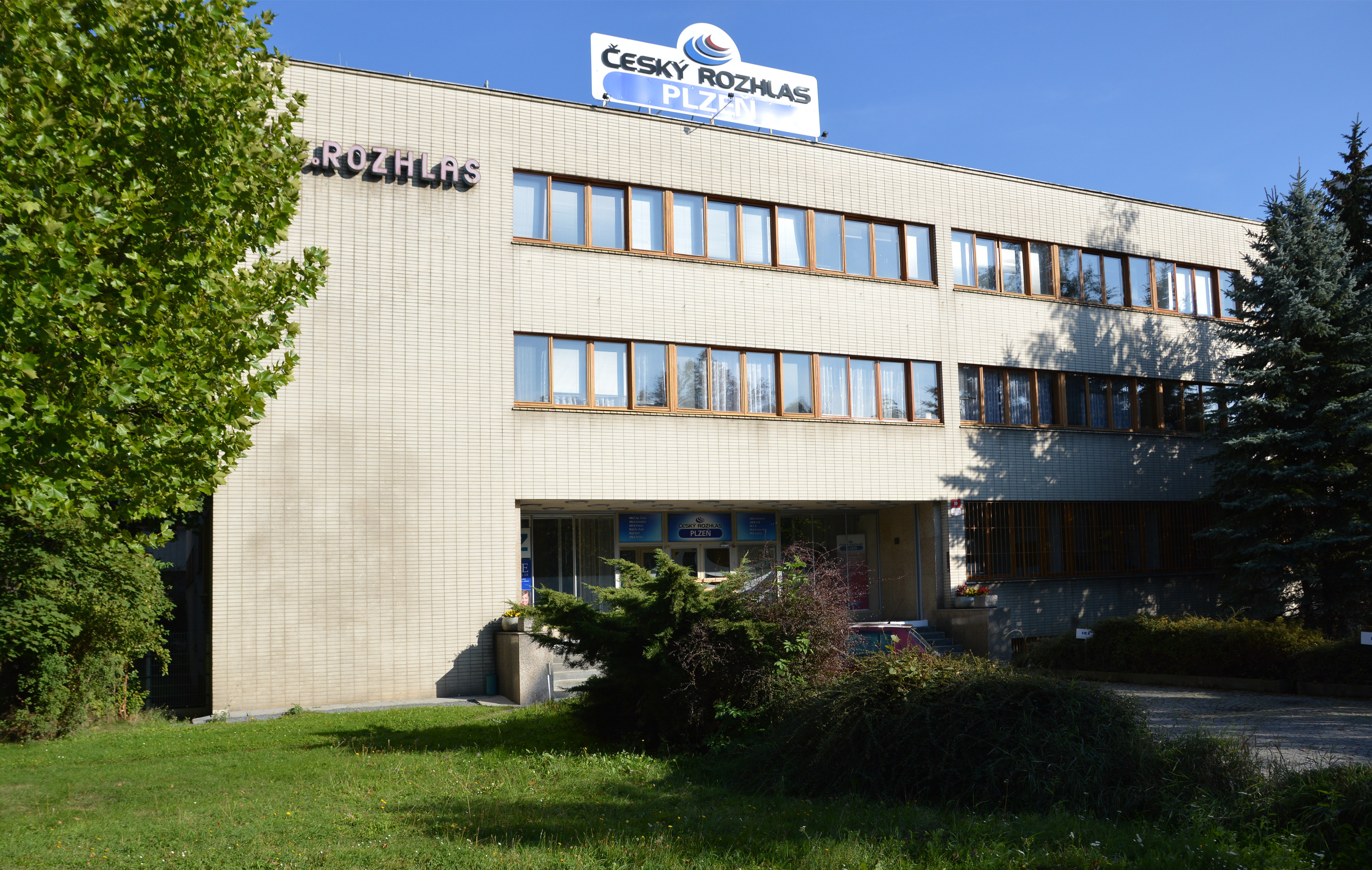
Delegación de la radio checa en Olomouc.

Las emisoras regionales emiten diariamente de 5:00 a 19:00 (ČRo Brno, Plzeň y Ostrava hasta las 19:30), con varias pausas. Durante estas pausas, por la tarde y por la noche, los programas de ČRo Střední Čechy (Bohemia Central) se emiten a nivel nacional. Bajo la marca Regionální stanice Českého rozhlasu (en español, estaciones regionales), la empresa gestiona las siguientes emisoras con contenidos de proximidad:
| Logo | Emisora              |
| ---- | -------------------- |
|      | ČRo Brno             |
|      | ČRo České Budějovice |
|      | ČRo Hradec Králové   |
|      | ČRo Karlovy Vary     |
|      | ČRo Liberec          |
|      | ČRo Olomouc          |
|      | ČRo Ostrava          |
|      | ČRo Pardubice        |
|      | ČRo Plzeň            |
|      | ČRo Rádio Praha      |
|      | ČRo Sever            |
|      | ČRo Střední Čechy    |
|      | ČRo Vysočina         |
|      | ČRo Zlín             |